# Chaetolopha ornatipennis
Chaetolopha ornatipennis är en fjärilsart som beskrevs av W. Warren 1906. Chaetolopha ornatipennis ingår i släktet Chaetolopha och familjen mätare. Inga underarter finns listade i Catalogue of Life.